# X-Man (Atari 2600)
X-Man é um jogo adulto de videogame feito para o Atari 2600 pela Universal Gamex, programado por Alan Roberts e H. K. Poon. Esse jogo foi lançado no ano de 1983.
Esse jogo não tem nenhuma relação com a série de histórias em quadrinhos da Marvel Comics intitulada X-Men. Esse foi o único jogo produzido pela  Universal Gamex.
O jogo sofreu protestos de grupos feministas[carece de fontes?] quando foi lançado pela primeira vez e boa parte dos comerciantes recusaram-se a vendê-lo, sendo que os que comercializaram o jogo, foram obrigados a vender para clientes maiores de 18 anos, pois o jogo foi mantido sob a classificação etária de +18. Poderia também ser adquirido através de encomenda via correio, e um anúncio divulgando o jogo apareceu em pelo menos uma revista de jogos: um anúncio de página inteira pode ser encontrado na edição de julho de 1983 da revista americana Videogaming Illustrated. Consequentemente, desde o ano de 2014, tornou-se muito raro encontrar cartuchos desse jogo. E ainda, é mais fácil encontrar este jogo no formato PAL e mais raro em NTSC. 

## Jogabilidade
O jogador controla um homem nu em um labirinto. O objetivo é alcançar a porta que encontra-se no centro do labirinto que é guardada por tesouras, caranguejos e dentaduras. Despistando os guardiões e alcançando a porta, o jogador entra na fase bônus, simulando relações sexuais entre o personagem e uma mulher.